# هربرت لي
هربرت لي (بالإنجليزية: Herbert Lee)‏ (2 يوليو 1856 - 4 فبراير 1908) هو لاعب كريكت بريطاني (وحمل سابقاً جنسية المملكة المتحدة لبريطانيا العظمى وأيرلندا).